# Zonosagitta izuensis
Zonosagitta izuensis är en djurart som tillhör fylumet pilmaskar, och som först beskrevs av Kitou 1966.  Zonosagitta izuensis ingår i släktet Zonosagitta och familjen Sagittidae. Inga underarter finns listade i Catalogue of Life.